# Valdemadera
Valdemadera település Spanyolországban, La Rioja autonóm közösségben. Valdemadera Cornago, Igea, Cervera del Río Alhama, Aguilar del Río Alhama, Navajún és San Pedro Manrique községekkel határos. Lakosainak száma 12 fő (2024).

## Népesség
A település népessége az elmúlt években az alábbi módon változott:
| Lakosok száma | 13   | 11   | 9    | 9    | 9    | 8    | 8    | 8    | 13   | 12   |
|               | 2001 | 2004 | 2007 | 2009 | 2012 | 2014 | 2017 | 2019 | 2022 | 2024 |